# Cantonul Elbeuf
Cantonul Elbeuf este un canton din arondismentul Rouen, departamentul Seine-Maritime, regiunea Haute-Normandie, Franța.

## Comune
| Comune                 | Populație (1999) | Cod poștal | Cod INSEE |
| ---------------------- | ---------------- | ---------- | --------- |
| Elbeuf                 | 16 666           | 76500      | 76231     |
| La Londe               | 2 007            | 76500      | 76391     |
| Orival                 | 1 071            | 76500      | 76486     |
| Saint-Aubin-lès-Elbeuf | 8 296            | 76410      | 76561     |